# Вісньова (Сташовський повіт)
Вісньова (пол. Wiśniowa) — село в Польщі, у гміні Сташув Сташовського повіту Свентокшиського воєводства.
Населення — 604 особи (2011).
У 1975-1998 роках село належало до Тарнобжезького воєводства.

## Демографія
Демографічна структура на день 31 березня 2011 року:
|          | Загалом | Допрацездатний вік | Працездатний вік | Постпрацездатний вік |
| -------- | ------- | ------------------ | ---------------- | -------------------- |
| Чоловіки | 306     | 53                 | 212              | 41                   |
| Жінки    | 298     | 64                 | 175              | 59                   |
| Разом    | 604     | 117                | 387              | 100                  |